# Claudio Dauelsberg
Claudio Peter Dauelsberg, ou simplesmente Claudio Dauelsberg, é um pianista, compositor e arranjador brasileiro, nascido no Rio de Janeiro, em 10 de abril de 1963. Mestre em Piano Performance pela UFRJ, se especializou em Arranjo, Composição e Novas Linguagens Tecnológicas Aplicadas à Música pela Berklee College of Music. É doutor em música pela UniRio, onde é professor desde 2006. Tem experiência na área de Artes, com ênfase em Música, como professor, pesquisador, compositor e intérprete, atuando principalmente nos temas performance e improvisação.
Juntamente com Delia Fischer, formou um duo instrumental, chamado Duo Fênix. Também é diretor artístico do grupo PianOrquestra e curador do Festival Rc4, que atua nas novas iniciativas na cena da música clássica global.